# 13 Девы
13 Девы (лат. 13 Virginis), HD 107070 — двойная звезда в созвездии Девы на расстоянии приблизительно 375 световых лет (около 115 парсек) от Солнца. Визуальная звёздная величина звезды — +5,902m. Возраст звезды определён как около 778 млн лет.

## Характеристики
Первый компонент — белая звезда спектрального класса A3, или A5IV-V, или A5Vn, или A7V. Масса — около 2,491 солнечной, радиус — около 3,844 солнечного, светимость — около 51,761 солнечной. Эффективная температура — около 8017 K.
Второй компонент — коричневый карлик. Масса — около 20,06 юпитерианской. Удалён в среднем на 2,027 а.е..